# كليفتون بوش
كليفتون بوش (بالإنجليزية: Clifton Bush)‏ مواليد 1 سبتمبر 1970 في ليتل روك، هو مدرب كرة سلة أمريكي ولاعب سابق. بدأ مسيرته الاحترافية في سنة 1995. يدرب في الدوري النيوزيلندي لكرة السلة. اعتزل اللعب في 2009.

## المسيرة الاحترافية
لعب مع نادي بريدابليك في موسم 1996–1997، ثم لعب مع كانتربيري رامز من سنة 1997 إلى 1999، ثم لعب مع إستوديانتس دي أولافاريا في سنة 2001، ثم لعب مع ماناواتو جيتز في سنة 2002.